# Little Village
Little Village was een Amerikaans/Britse rockband, geformeerd in 1991 door Ry Cooder (gitaar, zang), John Hiatt (gitaar, piano, zang), Nick Lowe (bas, zang) en Jim Keltner (drums). Elk van de leden van de groep had eerder gewerkt aan Hiatts album Bring The Family uit 1987.

## Bezetting
- Ry Cooder (gitaar)
- John Hiatt (zang, gitaar, piano)
- Nick Lowe (basgitaar)
- Jim Keltner (drums)

## Geschiedenis
De naam van de band werd aanvankelijk (en gekscherend) aangekondigd als Hiatus. Het werd al snel veranderd in Little Village, een verwijzing naar de grofgebekte in-studio tirade van Sonny Boy Williamson II op de heruitgave Bummer Road van Chess Records. Little Village nam met de producent Lenny Waronker bij Reprise Records het album Little Village op en toerde door de Verenigde Staten en Europa. De nummers werden gecomponeerd door alle vier de groepsleden en voornamelijk gezongen door Hiatt, hoewel Lowe de leiding nam op twee nummers en Cooder op één. Hoewel het album met algemene commerciële onverschilligheid werd ontvangen, werd het in 1993 genomineerd voor een Grammy Award als «Best Rock Vocal Performance by a Duo or a Group». Het album piekte op nummer 23 in de Britse albumhitlijst.
Little Village toerde in 1992 door de Verenigde Staten en Europa om het album te ondersteunen. Een concert van deze tournee van april 1992 in Chicago werd als dubbel-cd door het op liveopnamen gespecialiseerde label The Swingin' Pig Records onder de titel Stage Job uitgebracht. De superband bestond, zoals vaker bij zulke projecten, niet lang en werd in hetzelfde jaar weer ontbonden.
Met de naam van de band toonden de muzikanten hun respect aan Sonny Boy Williamson II. Zijn gelijknamige nummer werd uitgebracht in 1969.

## Discografie

### Albums
- 1992: Little Village

### Singles
- 1992: She Runs Hot .
- 1992: Solar Sex Panel
- 1992: Don't Go Away Mad